# راجر میجلی
راجر میجلی (انگلیسی: Roger Midgley; ۲۳ نوامبر ۱۹۲۴ – ۱۲ دسامبر ۲۰۱۹) بازیکن هاکی روی چمن اهل بریتانیا بود.